# Kelli McCarty
Kelli McCarty (Liberal (Kansas), 6 september 1969) is een Amerikaanse actrice en model.

## Biografie
McCarty heeft gestudeerd aan de Wichita State University in Wichita. In haar tweede jaar hier werd zij gekozen tot Miss Kansas en in 1991 werd zij gekozen tot Miss USA.
McCarty begon in 1995 met acteren in de televisieserie Dream On. Hierna heeft zijn nog meerdere rollen gespeeld in televisieseries en films zoals Even Stevens (2001-2002), Passions (1999-2006) en Beyond the Break (2006-2007). Op haar eenendertigjarige leeftijd (2000) besloot zij om haar carrière uit te breiden met werken in pornofilms en speelde voor het eerst in soft erotische films om in 2008 een contract te tekenen bij Vivid Entertainment en ging toen spelen in hardcore seksfilms.
McCarty is in 2000 getrouwd met Matt Dearborn en ze leven nu gescheiden.

## Filmografie[3]

### Films
- 2017 Fortune's 500 – als Ruth
- 2012 Dark Secrets - als Serena (tv-film)
- 2012 Busty Housewives of Beverly Hills - als Kate
- 2012 The Teenie Weenie Bikini Squad - als Laura
- 2011 Love Test - als Carrie Maxwell (tv-film)
- 2010 Dangerous Attractions – als Catherine Collins
- 2009 Faithless – als Callie White
- 2007 Polycarp – als Tori Simon
- 2007 What's Stevie Thinking? – als Avery
- 2002 Passion's Peak – als Christina
- 2002 Girl for Girl – als Caitlin
- 2001 Hollywood Sex Fantasy – als Jenkins
- 2001 Desire and Deception – als Bridget Roarke
- 2001 Talk Sex – als Rebecca
- 2000 House of Love – als Pamela
- 2000 Fast Lane to Vegas – als WIB
- 1998 Recoil – als Tina Morgan
- 1996 364 Girls a Year – als ??

### Televisieseries
Uitgezonderd eenmalige gastrollen.
- 2010 Co-Ed Confidential – als Phyllicia – 2 afl.
- 2006 – 2007 Beyond the Break – als Ronnie Healy – 8 afl.
- 1999 – 2006 Passions – als Beth Wallace – 30 afl.
- 2001 – 2002 Even Stevens – als mrs. Lovelson – 5 afl.
- 1999 Melrose Place – als receptioniste van Amanda – 2 afl.